# Помпеано (Модена)
Помпеано је насеље у Италији у округу Модена, региону Емилија-Ромања.
Према процени из 2011. у насељу је живело 52 становника. Насеље се налази на надморској висини од 653 м.